# Voyteh Point
Der Voyteh Point (englisch; bulgarisch нос Войтех nos Wojtech) ist eine Landspitze der Livingston-Insel im Archipel der Südlichen Shetlandinseln. An der Nordküste der Ray Promontory im Nordwesten der Byers-Halbinsel bildet sie die Ostseite der Einfahrt zur Richards Cove. Sie ist ein Ausläufer des Sàbat Hill und liegt 2,05 km östlich des Essex Point, 0,47 km ostsüdöstlich des Aglen Point und 4,69 km nordwestlich des Varadero Point.
Britische Wissenschaftler kartierten sie 1968, spanische 1992 und bulgarische in den Jahren 2005, 2009 und 2010. Die bulgarische Kommission für Antarktische Geographische Namen benannte sie 2006 nach Georgie Wojtech († 1072), Kawkhan unter dem bulgarischen Zar Peter III.